# Popiwka (obwód czernihowski)
Popiwka (ukr. Попівка) – wieś na Ukrainie, w obwodzie czernihowskim, w rejonie nowogrodzkim, w hromadzie Nowogród Siewierski. W 2001 liczyła 506 mieszkańców, spośród których 500 wskazało jako ojczysty język ukraiński, a 6 rosyjski.